# Densidade populacional

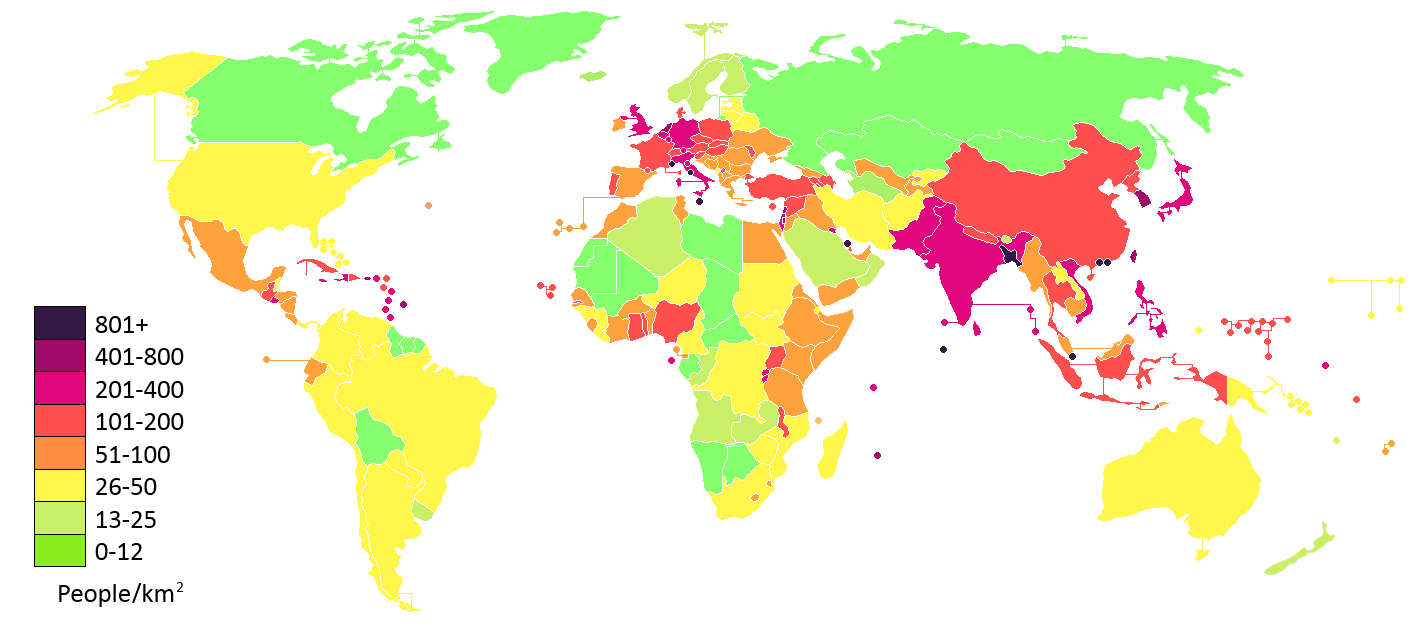
Mapa coroplético colorido de acordo com a densidade populacional de cada país.

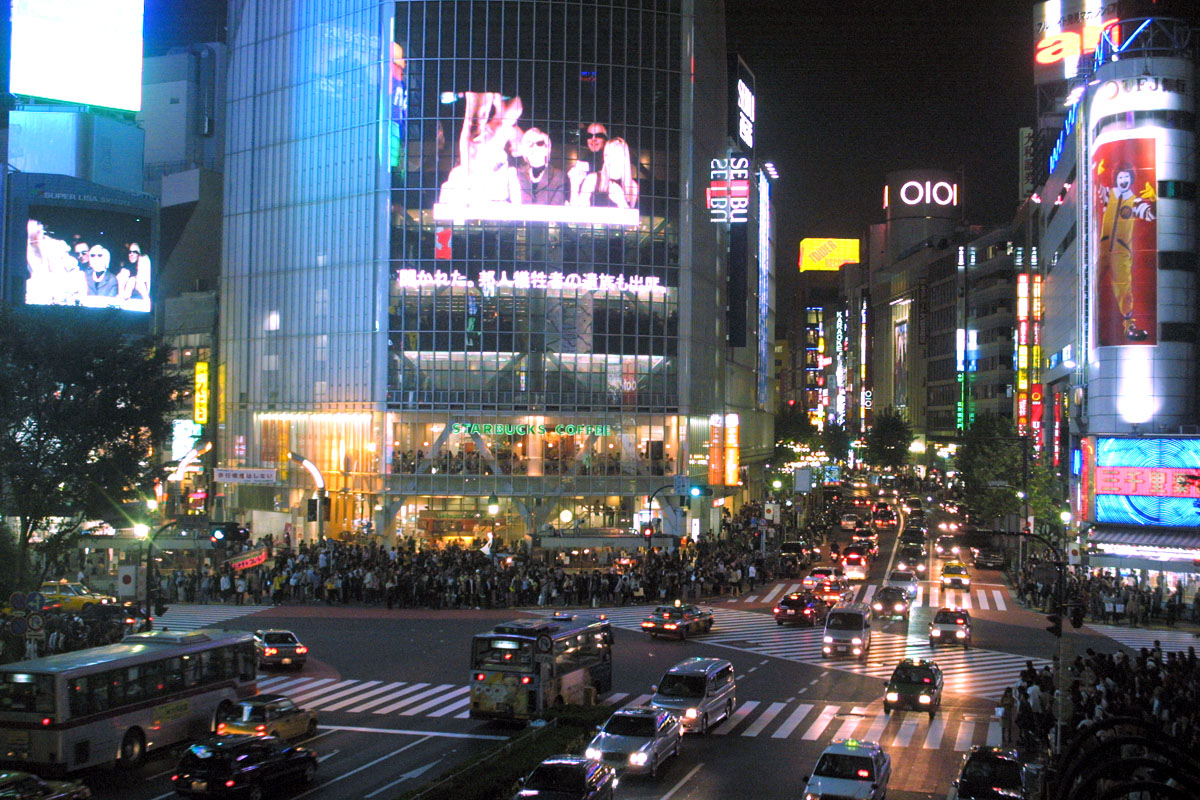
Tóquio, a maior metrópole do mundo, possui uma das maiores densidades populacionais em cidades. Na foto, um dos cruzamentos mais movimentados do planeta.

Densidade demográfica, densidade populacional ou população relativa é a medida expressa pela relação entre a população e a superfície do território, geralmente aplicada a seres humanos, mas também em outros seres vivos (comumente, animais). É sempre expressa em habitantes por quilômetro quadrado.
O país com a maior densidade populacional é  Mônaco e com a menor é a Mongólia.

## Brasil
Segundo estatísticas do Instituto Brasileiro de Geografia e Estatística (IBGE), o Brasil possui uma população de 211 755 692 habitantes (2020) em uma área de 8 515 767,049 km², resultando em uma densidade demográfica de 24,9 habitantes por quilômetro quadrado.
A ocupação humana é maior no litoral ou numa zona de até 520 quilômetros. Isto se explica porque no início da colonização brasileira estas foram as primeiras áreas a ser ocupadas. Nesta área é forte a presença econômica da indústria, da agropecuária enquanto que no interior, além da última, é notável a mineração. Em Minas Gerais e em São Paulo a ocupação humana seguiu este padrão, determinada pela colonização original de portugueses. No Sul a ocupação foi mais lenta e contou com a ajuda de italianos e alemães, devido à estruturação determinada pelo governo para a ocupação da região.
Na Região Norte ainda existem grandes vazios urbanos em função da gigante interiorização e de grandes áreas ainda intocadas, como a ocupada pela Floresta Amazônica.

## Portugal
Segundo as recentes estatísticas, Portugal contava com uma população de 10 566 212 habitantes em 2005. Com uma área de 92 391 km², o país apresentava uma densidade populacional média de 115 hab/km², ou seja, a 66.ª posição mundial. No entanto, como acontece com a maioria dos países do globo, a população absoluta de Portugal não está distribuída regularmente por seu território — mais de 70% de sua população, ou mais de 7 milhões de habitantes, vive na Região litoral (região em que a densidade é bem maior do que 115 hab/km²).